# Maria Callas
Maria Anna Sophie Cecilia Kalogeropoulos ali Maria Callas, grška operna pevka sopranistka, * 2. december 1923, New York, ZDA, † 16. september 1977, Pariz, Francija.
Ena izmed najbolj znanih in najvplivnejših opernih pevk 20. stoletja. Znana je bila tudi po svoji "bel canto" tehniki in izjemno dramatičnih interpretacijah. Zaradi izjemne glasbene nadarjenosti in obsežnega repertoarja se je je privzel vzdelek "La Divina", skladatelj in dirigent Leonard Bernstein pa jo je imenoval "Operna Biblija".

## Življenjepis

### Otroštvo
Rodila se je  leta 1923 v New Yorku, grškima staršema Georgeu Kalogeropoulosu in Evangelii Dimitriadou. Kasneje si je njen oče spremenil priimek v Callas. Ko je Maria imela 13 let se je z materjo preselila nazaj v Grčijo, tam pa se je leta 1937 začela šolati na atenskem konzervatoriju za glasbo.

### Glasbena kariera
Leta 1944 je dobila prvo glavno vlogo, ko je nastopila kot Santuzza v Mascagnijevi operi Cavalleria rusticana. Z vlogo v Ponchiellijevi operi La Gioconda, ki je bila izvedena v Veroni leta 1947 pa se je uveljavila tudi na svetovnem prizorišču. Za tem se je proslavila v glavnih vlogah Verdijevih, Donizettijevih in Pucinijevih oper v mnogih znanih opernih hišah. Zaslovela je kot vsestranska pevka, saj je s svojim edinstvenim glasom in sposobnostjo, da se uživi v različne like in pevske stile dosegla številne edinstvene uprizoritve in spodbujala uprizoritve pozabljenih oper. Leta 1949 je začela snemati svojo prvo ploščo, po nastopu v Puccinijevi operi Tosca leta 1965 pa se je za nekaj let popolnoma posvetila snemanju. V 70. letih se ji je kljub prizadevanju za vrnitev na velike odre poskus ponesrečil. 

### Zasebno življenje
Njeno zasebno življenje so obremenjevale ljubezenske afere, ki so tudi zasenčile njeno kariero. Najbolj znana pa je gotovo zveza z Aristotelom Onassisom.
Umrla je zaradi srčnega infarkta v Parizu leta 1977 v starosti 53 let.